# Liste der Stolpersteine in Haltern am See
In der Liste der Stolpersteine in Haltern am See werden die vorhandenen Gedenksteine aufgeführt, die im Rahmen des Projektes Stolpersteine des Künstlers Gunter Demnig bisher in Haltern am See verlegt worden sind.

## Verlegte Stolpersteine
| Adresse                           | Name                 | Inschrift | Verlegedatum  | Bild                                                         | Anmerkung                              |
| --------------------------------- | -------------------- | --- | ------------- | ------------------------------------------------------------ | -------------------------------------- |
| Blombrink 1 (Standort)            | Jeanette Kleeberg    | Hier wohnte Jeanette Kleeberg geb. Gottschalk Jg. 1885 deportiert 1942 ermordet in Riga                                                                            | 26. Feb. 2005 | Stolperstein Haltern Blombrink 1 Jeanette Kleeberg           | geboren am 7. Januar 1885 in Hemer     |
| Disselhof 36 (Standort)           | Nathan Lebenstein    | Hier wohnte Nathan Lebenstein Jg. 1880 deportiert 1942 Riga ermordet 23.2.1942                                                                                     | 26. Feb. 2005 | Stolperstein Haltern Disselhof 36 Nathan Lebenstein          | geboren am 21. April 1880 in Haltern   |
| Disselhof 36 (Standort)           | Charlotte Lebenstein | Hier wohnte Charlotte Lebenstein geb. Josephs Jg. 1884 deportiert 1942 ermordet in Auschwitz                                                                       | 26. Feb. 2005 | Stolperstein Haltern Disselhof 36 Charlotte Lebenstein       | geboren am 18. September 1884 in Jever |
| Disselhof 36 (Standort)           | Alexander Lebenstein | Hier wohnte Alexander Lebenstein Jg. 1927 deportiert 1942 Riga KZ Stutthof befreit/überlebt                                                                        | 26. Feb. 2005 | Stolperstein Haltern Disselhof 36 Alexander Lebenstein       |                                        |
| Kastanienstraße 2 (Standort)      | Leo Bernhard Peters  | Hier wohnte Bernhard Leo Peters Jg. 1912 zwangssterilisiert 1938 eingewiesen 1941 Heilanstalt Münster ‚verlegt‘ 12.10.1943 Heilanstalt Hadamar ermordet 25.10.1943 | 22. Juni 2020 | Stolperstein Haltern Kastanienstraße 2 Bernhard Leo Peters   | [ 4 ]                                  |
| Münsterstraße 28 (Standort)       | Hermann Cohn         | Hier wohnte Hermann Cohn Jg. 1873 deportiert 1942 ermordet | 26. Feb. 2005 | Stolperstein Haltern Münsterstraße 28 Hermann Cohn           | geboren am 25. Juni 1873 in Sengwarden |
| Recklinghäuser Str. 33 (Standort) | Rosalie Meyer        | Hier wohnte Rosalie Meyer geb. Hertz Jg. 1874 deportiert ermordet in Auschwitz                                                                                     | 26. Feb. 2005 | Stolperstein Haltern Recklinghäuserstraße 33 Rosalie Meyer   | geboren am 8. Mai 1874 in Coesfeld     |
| Rekumer Str. 5 (Standort)         | Heinrich Daniel      | Hier wohnte Heinrich Daniel Jg. 1888 deportiert ermordet in Auschwitz                                                                                              | 26. Feb. 2005 | Stolperstein Haltern Rekumer Straße 5 Heinrich Daniel        | geboren am 20. August 1888 in Koblenz  |
| Rekumer Str. 5 (Standort)         | Ella Daniel          | Hier wohnte Ella Daniel Jg. 1894 deportiert ermordet in Auschwitz                                                                                                  | 26. Feb. 2005 | Stolperstein Haltern Rekumer Straße 5 Ella Daniel            | geboren am 4. September 1894 in Merzig |
| Rekumer Str. 5 (Standort)         | Hanna Lore Daniel    | Hier wohnte Hanna Lore Daniel geb. Daniel Jg. 1928 deportiert ermordet in Auschwitz                                                                                | 26. Feb. 2005 | Stolperstein Haltern Rekumer Straße 5 Hanna Lore Daniel      | geboren am 11. Mai 1928 in Haltern     |
| Rekumer Str. 18 (Standort)        | Caecilia Meyer       | Hier wohnte Caecilia Chava Meyer Jg. 1877 deportiert ermordet | 26. Feb. 2005 | Stolperstein Haltern Rekumer Straße 18 Caecillia Chava Meyer | geboren am 8. März 1877 in Haltern     |
| Rekumer Str. 18 (Standort)        | Dora Meyer           | Hier wohnte Dora Meyer Jg. 1874 deportiert ermordet | 26. Feb. 2005 | Stolperstein Haltern Rekumer Straße 18 Dora Meyer            | geboren am 10. Oktober 1874 in Haltern |